# Fußball-Bundesliga 2007/08 (Frauen)
Die Saison 2007/08 war die 18. Spielzeit der Frauen-Bundesliga. Die Saison begann am 19. August 2007 und endete mit dem letzten Spieltag am 15. Juni 2008. Titelverteidiger 1. FFC Frankfurt konnte zum siebten Mal die Meisterschaft feiern.
Während der Weltmeisterschaft 2007 (10. bis 30. September 2007) wurde der Spielbetrieb der Saison 2007/08 unterbrochen. Die Spielerinnen, die nicht zur Weltmeisterschaft fuhren, trugen mit ihren Vereinen ein WM-Überbrückungsturnier aus.

## Die Saison
Duisburg erwischte den besten Start des Zwölferfeldes und gewann die ersten sechs Spiele in Folge. Das 2:2-Unentschieden beim VfL Wolfsburg bedeutete den ersten Punktverlust, dem eine 0:1-Heimniederlage gegen den 1. FFC Turbine Potsdam folgte. Frankfurt zog vorbei und ging mit einem Punkt Vorsprung in die Winterpause. Mit einem 4:0-Sieg der Frankfurterinnen gegen Duisburg sicherte sich der Titelverteidiger die „Herbstmeisterschaft“. Als Frankfurt strauchelte und Niederlagen gegen Bad Neuenahr und München einstecken musste keimte in Duisburg Hoffnung auf. Doch Duisburg selber konnte nach einer 1:4-Heimniederlage im Derby gegen Essen die Patzer nicht ausnutzen.
Am vorletzten Spieltag kam es zum Showdown in Duisburg. Über 4.000 Zuschauer sahen eine überlegene Heimmannschaft, die nach 20 Minuten durch ein Tor von Kerstin Garefrekes in Rückstand geriet. Nach 70 Minuten konnte Inka Grings ausgleichen. Weitere Tore fielen nicht, so dass die Entscheidung am letzten Spieltag erfolgte. Hier ließ Frankfurt nichts mehr anbrennen, führte bereits nach 30 Minuten mit 4:0 und konnte nach dem 5:1-Endstand feiern.
Während Wattenscheid 09 bereits nach dem drittletzten Spieltag als Absteiger feststand fiel die Entscheidung um den zweiten Absteiger erst am letzten Spieltag. Der Hamburger SV und der 1. FC Saarbrücken trafen zwei punktgleiche Mannschaften aufeinander. Der HSV hatte durch das bessere Torverhältnis einen leichten Vorteil. Die Gäste gingen nach 66 Minuten durch ein Tor von Selina Wagner in Führung. Vier Minuten später glich Denise Lehmann aus und sicherte ihrer Mannschaft den Klassenerhalt.
Der 1. FFC Frankfurt konnte seinen Titel verteidigen und feierte durch die Siege im DFB-Pokal sowie im UEFA Women’s Cup seine erfolgreichste Saison seit 2002. Lediglich zwei Niederlagen mussten die Hessinnen hinnehmen, darunter die erste Niederlage gegen Bayern München seit der Saison 1991/92. Zum vierten Mal in Folge wurde der FCR 2001 Duisburg Vizemeister. Die Mannschaft steckte den überraschenden Trainerwechsel – Thomas Obliers trat zurück, Martina Voss übernahm – gut weg, verpasste aber durch unnötige Punktverluste den möglichen Titel. Inka Grings sicherte sich derweil mit 26 Toren den Titel der Torschützenkönigin.
Erneut Dritter wurde der 1. FFC Turbine Potsdam. Mit Nadine Angerer verlor die Mannschaft in der Winterpause erneut eine Leistungsträgerin, stellte aber mit der Torjägerin Jessica Wich eine der Newcomerinnen der Saison. Eine verkorkste Rückrunde sowie eine schlechte Chancenverwertung verhinderten aber eine bessere Punktebilanz. Punktgleich aber mit einem um ein Tor schlechteren Torverhältnis wurde Bayern München. Höhepunkt der Saison war der 3:2-Sieg über den 1. FFC Frankfurt sowie das Erreichen den Pokalhalbfinals.
Der SC 07 Bad Neuenahr wurde wie im Vorjahr Fünfter. Nach einer durchschnittlichen Vorrunde trennte sich der Verein überraschend vom Trainer Dietmar Schacht. Sandra Minnert führte als Spielertrainerin die Mannschaft durch die Rückrunde. Nach der Rückkehr der lange verletzten Célia Okoyino da Mbabi stabilisierte sich die Mannschaft und konnte die Vorjahrsplatzierung wiederholen. Enttäuschend verlief die Saison für den VfL Wolfsburg. Trotz der Verpflichtung von hochkarätigen Spielerinnen wie Shelley Thompson oder Navina Omilade sprang nur Platz sechs heraus. Mit 48 Gegentoren stellte der VfL die viertschlechteste Abwehr.
Auch für die SG Essen-Schönebeck verlief die Saison unbefriedigend. Trotz des ersten Sieges über den Lokalrivalen FCR 2001 Duisburg sprang nur der siebte Platz heraus. Achter wurde der SC Freiburg, der sich nach einer katastrophalen Hinrunde (nur drei Punkte) und einer stärkeren Rückserie aus der Abstiegszone absetzen konnte. Platz neun ging an den TSV Crailsheim.
Mit einem blauen Auge kam der Hamburger SV davon. Nach einer ordentlichen Vorrunde rutschte die Mannschaft in der Rückrunde auf die Abstiegsränge zurück. Erst am letzten Spieltag konnte man sich durch ein 1:1 gegen den direkten Konkurrenten 1. FC Saarbrücken retten. Der kecke Aufsteiger brachte sich selbst in Schwierigkeiten, als man beim Nachholspiel gegen den SC Freiburg (1:1) die gesperrte Julia Leykauf einsetzte. Das Spiel wurde mit 2:0 für Freiburg gewertet.
Eine katastrophale Saison erlebte der zweite Aufsteiger Wattenscheid 09. Auch die vor der Saison verpflichtete Nationalspielerin Kerstin Stegemann konnte nicht verhindern, dass die Mannschaft fast durchgehend einen Abstiegsplatz belegte. Trainerin Tanja Schulte musste nach der Winterpause gehen. Ihr Nachfolger André Birkner war nur kurzzeitig im Amt, ehe Stegemann als Spielertrainerin die Saison beendete.

## Abschlusstabelle
| Pl. | Verein                 | Sp. | S  | U | N  | Tore    | Diff. | Punkte |
| --- | ---------------------- | --- | -- | - | -- | ------- | ----- | ------ |
| 1.  | 1. FFC Frankfurt (M/P) | 22  | 17 | 3 | 2  | 087:220 | +65   | 54     |
| 2.  | FCR 2001 Duisburg      | 22  | 17 | 2 | 3  | 065:200 | +45   | 53     |
| 3.  | 1. FFC Turbine Potsdam | 22  | 11 | 5 | 6  | 048:320 | +16   | 38     |
| 4.  | Bayern München         | 22  | 12 | 2 | 8  | 053:380 | +15   | 38     |
| 5.  | SC 07 Bad Neuenahr     | 22  | 12 | 1 | 9  | 043:330 | +10   | 37     |
| 6.  | VfL Wolfsburg          | 22  | 10 | 4 | 8  | 042:480 | −6    | 34     |
| 7.  | SG Essen-Schönebeck    | 22  | 9  | 6 | 7  | 043:400 | +3    | 33     |
| 8.  | SC Freiburg            | 22  | 6  | 3 | 13 | 030:630 | −33   | 21     |
| 9.  | TSV Crailsheim         | 22  | 5  | 4 | 13 | 028:430 | −15   | 19     |
| 10. | Hamburger SV           | 22  | 4  | 6 | 12 | 023:460 | −23   | 18     |
| 11. | 1. FC Saarbrücken (N)  | 22  | 4  | 6 | 12 | 026:510 | −25   | 18     |
| 12. | SG Wattenscheid 09 (N) | 22  | 3  | 2 | 17 | 017:690 | −52   | 11     |

| (M) | Titelverteidiger                         |
| (P) | Pokalsieger 2006/07                      |
| (N) | Aufsteiger aus der 2. Bundesliga 2006/07 |

## Kreuztabelle
Die Kreuztabelle stellt die Ergebnisse aller Spiele dieser Saison dar. Die Heimmannschaft ist in der linken Spalte aufgelistet und die Gastmannschaft in der obersten Reihe.
| 2007/08 | 2007/08                | 1. FFC Frankfurt | FCR 2001 Duisburg | 1. FFC Turbine Potsdam | Bayern München | SC 07 Bad Neuenahr | VfL Wolfsburg | SG Essen-Schönebeck | SC Freiburg | TSV Crailsheim | Hamburger SV | 1. FC Saarbrücken | SG Wattenscheid 09 |
| 1.      | 1. FFC Frankfurt       | –                | 4:0               | 4:0                    | 5:2            | 0:1                | 6:0           | 5:1                 | 8:0         | 3:1            | 6:1          | 2:1               | 4:0                |
| 2.      | FCR 2001 Duisburg      | 1:1              | –                 | 0:1                    | 2:1            | 1:0                | 9:1           | 1:4                 | 8:1         | 7:1            | 4:0          | 3:0               | 3:0                |
| 3.      | 1. FFC Turbine Potsdam | 1:1              | 1:2               | –                      | 1:2            | 2:0                | 3:2           | 3:0                 | 1:1         | 2:1            | 2:2          | 4:0               | 3:1                |
| 4.      | FC Bayern München      | 3:2              | 0:2               | 7:2                    | –              | 2:0                | 1:3           | 3:3                 | 2:4         | 3:2            | 0:0          | 4:1               | 6:1                |
| 5.      | SC 07 Bad Neuenahr     | 1:4              | 0:3               | 2:1                    | 1:3            | –                  | 3:0           | 4:0                 | 4:3         | 2:1            | 2:4          | 5:1               | 7:0                |
| 6.      | VfL Wolfsburg          | 1:1              | 2:2               | 2:5                    | 3:1            | 4:1                | –             | 1:1                 | 4:3         | 1:1            | 3:1          | 1:3               | 0:1                |
| 7.      | SG Essen-Schönebeck    | 1:7              | 2:3               | 1:1                    | 3:2            | 0:0                | 0:1           | –                   | 1:2         | 2:0            | 1:1          | 3:0               | 6:0                |
| 8.      | SC Freiburg            | 2:6              | 0:3               | 1:6                    | 0:6            | 1:4                | 0:2           | 0:3                 | –           | 0:1            | 3:0          | 1:1               | 4:0                |
| 9.      | TSV Crailsheim         | 1:2              | 0:2               | 1:0                    | 0:1            | 0:2                | 1:4           | 2:4                 | 0:1         | –              | 0:0          | 2:2               | 4:2                |
| 10.     | Hamburger SV           | 1:5              | 0:1               | 2:2                    | 1:2            | 1:0                | 1:2           | 2:3                 | 3:1         | 0:4            | –            | 1:1               | 1:0                |
| 11.     | 1. FC Saarbrücken      | 2:4              | 0:5               | 0:2                    | 0:1            | 1:2                | 2:1           | 2:2                 | A           | 2:2            | 3:1          | –                 | 2:1                |
| 12.     | SG Wattenscheid 09     | 1:7              | 1:3               | 0:5                    | 2:1            | 1:2                | 2:4           | 0:2                 | 0:0         | 1:3            | 1:0          | 2:2               | –                  |

## Statistiken
Mit 505 Toren fielen zehn Treffer weniger als im Vorjahr. Dadurch sank der Schnitt von 3,9 auf 3,83. Inka Grings vom Vizemeister Duisburg sicherte sich mit 26 Toren den Titel der Torschützenkönigin. Bereits zum vierten Mal gewann sie diesen Titel.

### Torschützenliste
|     | Spielerin          | Verein                 | Tore |
| --- | ------------------ | ---------------------- | ---- |
| 1.  | Inka Grings        | FCR 2001 Duisburg      | 26   |
| 2.  | Birgit Prinz       | 1. FFC Frankfurt       | 25   |
| 3.  | Conny Pohlers      | 1. FFC Frankfurt       | 20   |
| 4.  | Shelley Thompson   | VfL Wolfsburg          | 16   |
| 5.  | Nina Aigner        | FC Bayern München      | 15   |
| 5.  | Martina Müller     | VfL Wolfsburg          | 15   |
| 7.  | Petra Wimbersky    | 1. FFC Frankfurt       | 14   |
| 8.  | Kerstin Garefrekes | 1. FFC Frankfurt       | 13   |
| 8.  | Jessica Wich       | 1. FFC Turbine Potsdam | 13   |
| 10. | Melanie Hoffmann   | SG Essen-Schönebeck    | 10   |
| 10. | Stefanie Weichelt  | SG Essen-Schönebeck    | 10   |

### Zuschauer
| Platz | Verein                 | 2007/08 | 2007/08 | 2007/08 | 2007/08 | 2007/08 | 2006/07    | 2006/07    |
| Platz | Verein                 | Spiele  | Schnitt | Max     | Min     | Summe   | Schnitt    | ±          |
| ----- | ---------------------- | ------- | ------- | ------- | ------- | ------- | ---------- | ---------- |
| 1.    | 1. FFC Frankfurt       | 11      | 2.045   | 4.520   | 1.048   | 22.495  | 1.286      | +759       |
| 2.    | FCR 2001 Duisburg      | 11      | 1.357   | 4.126   | 640     | 14.927  | 804        | +435       |
| 3.    | SG Essen-Schönebeck    | 11      | 1.186   | 3.042   | 718     | 13.046  | 1.198      | −12        |
| 4.    | 1. FFC Turbine Potsdam | 11      | 961     | 1.507   | 553     | 10.571  | 1.135      | −174       |
| 5.    | 1. FC Saarbrücken      | 11      | 882     | 1.566   | 300     | 9.702   | Aufsteiger | Aufsteiger |
| 6.    | SG Wattenscheid 09     | 11      | 667     | 1.175   | 193     | 7.337   | Aufsteiger | Aufsteiger |
| 7.    | Bayern München         | 11      | 650     | 3.500   | 160     | 7.150   | 680        | −30        |
| 8.    | TSV Crailsheim         | 11      | 638     | 1.260   | 172     | 7.018   | 443        | +195       |
| 9.    | Hamburger SV           | 11      | 558     | 1.300   | 280     | 6.138   | 500        | +58        |
| 10.   | SC 07 Bad Neuenahr     | 11      | 566     | 1.050   | 300     | 6.226   | 627        | −61        |
| 11.   | VfL Wolfsburg          | 11      | 557     | 1.531   | 205     | 6.127   | 606        | −49        |
| 12.   | SC Freiburg            | 11      | 521     | 970     | 193     | 5.731   | 595        | −74        |

Erneut waren die Zuschauerzahlen gestiegen. Insgesamt 116.855 Zuschauer sahen die 132 Partien. Damit wurde erstmals eine sechsstellige Gesamtzuschauerzahl erreicht. Der Schnitt stieg von 732 auf 885, was eine Steigerung von 21 Prozent entspricht. Die meisten Zuschauer sahen am letzten Spieltag die Partie zwischen dem 1. FFC Frankfurt und der SG Essen-Schönebeck (4.520). Dagegen wollten nur 160 Zuschauer die Partie zwischen Bayern München und Wattenscheid 09 sehen.
Vier Vereine hatten kumuliert mehr als 10.000 Zuschauer bei den Heimspielen, auch dies ist ein neuer Rekord. Bei 42 Spielen kamen mehr als 1.000, sieben Spielen hatten mehr als 2.000, fünf Spiele mehr als 3.000 und zwei Spiele hatten mehr als 4.000 Zuschauer. Der 1. FFC Frankfurt hatte als erster Verein überhaupt bei allen Heimspielen eine vierstellige Zuschauerzahl. Frankfurt konnte ein Zuschauerplus von 59 % verbuchen. Ebenfalls stark zugelegt haben Duisburg (+ 54 %) und Crailsheim (+ 44 %). Dagegen musste Potsdam mit 15 % das höchste Minus hinnehmen.

### Die Meistermannschaft
| 1. FFC Frankfurt | |
|                  | Tor: Silke Rottenberg, Stephanie Ullrich Abwehr: Anne Engel, Sarah Günther, Steffi Jones, Ali Krieger, Nia Künzer, Gina Lewandowski, Anna Marciak, Tina Wunderlich Mittelfeld: Saskia Bartusiak, Louise Hansen, Katrin Kliehm, Renate Lingor, Sandra Smisek, Karolin Thomas, Meike Weber, Pia Wunderlich Sturm: Kerstin Garefrekes, Svenja Huth, Conny Pohlers, Birgit Prinz, Petra Wimbersky Trainer: Hans-Jürgen Tritschoks |

## Wichtige Transfers
| Name                 | Alter Verein           | Neuer Verein           |
| -------------------- | ---------------------- | ---------------------- |
| Nadine Angerer 1     | 1. FFC Turbine Potsdam | Djurgården Damfotboll  |
| Stephanie Goddard    | FC Gütersloh 2000      | FCR 2001 Duisburg      |
| Ursula Holl          | 1. FFC Frankfurt       | SC 07 Bad Neuenahr     |
| Susanne Kasperczyk   | FFC Brauweiler Pulheim | SG Essen-Schönebeck    |
| Leni Larsen Kaurin 1 | Asker FK               | 1. FFC Turbine Potsdam |
| Viola Odebrecht      | FCR 2001 Duisburg      | SC 07 Bad Neuenahr     |
| Navina Omilade       | 1. FFC Turbine Potsdam | VfL Wolfsburg          |
| Conny Pohlers        | 1. FFC Turbine Potsdam | 1. FFC Frankfurt       |
| Kerstin Stegemann    | FFC Heike Rheine       | SG Wattenscheid 09     |
| Shelley Thompson     | Hamburger SV           | VfL Wolfsburg          |
| Stephanie Ullrich    | VfL Wolfsburg          | 1. FFC Frankfurt       |